# 短叶赤车
短叶赤车（学名：Pellionia brevifolia）为荨麻科赤车属下的一个种。

## 扩展阅读
- 維基物種上的相關：短叶赤车